# Jelenino (powiat drawski)
Jelenino (niem. Annaberg) – wieś sołecka w Polsce położona w województwie zachodniopomorskim, w powiecie drawskim, w gminie Drawsko Pomorskie. W latach 1975–1998 miejscowość administracyjnie należała do województwa koszalińskiego. Do 31 grudnia 2018 r. wieś należała do zlikwidowanej gminy Ostrowice. W roku 2007 wieś liczyła 152 mieszkańców, a 31 grudnia 2017 – 150.
4 lipca 2018 mieszkańcy sołectwa w większości (3 osoby) wstrzymali się od głosu w sprawie zniesienia gminy Ostrowice, projekt poparła 1 osoba.
Osada wchodząca w skład sołectwa: Szczytniki.

## Geografia
Wieś leży ok. 2,5 km na północ od Ostrowic, ok. 2,5 km na wschód od jeziora Klęckie.

## Zabytki
Do wojewódzkiego rejestru zabytków wpisany jest:
- zespół dworski z XIX wieku, w skład którego wchodzą:
  - dwór
  - park
  - budynki gospodarcze